# Большая Нюла
Большая Нюла — река в России, протекает в Сысольском и Прилузском районах Республики Коми. Устье реки находится в 300 км по правому берегу реки Луза. Длина реки составляет 43 км. В верховьях также обозначается как Нюла.
Исток реки в таёжном массиве среди холмов Северных Увалов в Сысольском районе в 15 км к юго-западу от деревни Слобода. Исток находится на водоразделе рек Юг и Вычегда, рядом находятся верховья реки Буб. Генеральное направление течения — юго-запад, русло извилистое. Верхнее течение проходит по Сысольскому району, среднее и нижнее — по Прилузскому. Всё течение проходит по ненаселённому холмистому таёжному массиву. Впадает в Лузу выше села Занулье. Ширина реки в низовьях - 12 метров, скорость течения 0,6 м/с.

## Притоки
- река Лапи (пр)
- 20 км: река Загарец (лв)

## Данные водного реестра
По данным государственного водного реестра России и геоинформационной системы водохозяйственного районирования территории РФ, подготовленной Федеральным агентством водных ресурсов:
- Бассейновый округ — Двинско-Печорский
- Речной бассейн — Северная Двина
- Речной подбассейн — Малая Северная Двина
- Водохозяйственный участок — Юг
- Код водного объекта — 03020100212103000012457